# ایزوکوتریزینول
ایزوکوتریزینول (به انگلیسی: Iscotrizinol) یک ترکیب شیمیایی با شناسه پاب‌کم ۹۸۱۰۸۱۶ است. که جرم مولی آن ۷۶۵٫۹۸۱ g/mol می‌باشد. 